# NGC 2380
NGC 2380 est une galaxie lenticulaire située dans la constellation du Grand Chien. NGC 2380  a été découverte par l'astronome britannique John Herschel en 1837. John Herschel a observé cette même galaxie quatre nuits plus tard sans se rendre compte qu'il s'agissait de la même. Elle apparait donc une deuxième fois au catalogue de John Dreyer sous la désignation NGC 2382.

## Caractéristiques
Sa vitesse par rapport au fond diffus cosmologique est de 1 981 ± 39 km/s, ce qui correspond à une distance de Hubble de 29,2 ± 2,1 Mpc (∼95,2 millions d'al).
À ce jour, une dizaine de mesures non basées sur le décalage vers le rouge (redshift) donnent une distance de 24,060 ± 4,899 Mpc (∼78,5 millions d'al), ce qui est à l'intérieur des valeurs de la distance de Hubble. Notons cependant que c'est avec la valeur moyenne des mesures indépendantes, lorsqu'elles existent, que la base de données NASA/IPAC calcule le diamètre d'une galaxie et qu'en conséquence le diamètre de NGC 2380 pourrait être d'environ 28,8 kpc (∼93 900 al) si on utilisait la distance de Hubble pour le calculer.